# Duga Rijeka
Duga Rijeka är en ort i Kroatien.   Den ligger i länet Koprivnica-Križevcis län, i den nordöstra delen av landet, 60 km nordost om huvudstaden Zagreb. Duga Rijeka ligger 264 meter över havet och antalet invånare är 141.
Terrängen runt Duga Rijeka är platt åt nordost, men åt sydväst är den kuperad. Runt Duga Rijeka är det ganska glesbefolkat, med 43 invånare per kvadratkilometer. Närmaste större samhälle är Koprivnica, 18,4 km öster om Duga Rijeka. I omgivningarna runt Duga Rijeka växer i huvudsak lövfällande lövskog.